# Sportmediathek Magglingen
Die Sportmediathek Magglingen ist eine schweizerische Fachbibliothek für den Bereich Sport in Magglingen. Sie wird vom schweizerischen Bundesamt für Sport BASPO betrieben und ist öffentlich zugänglich. Als Mediathek der Eidgenössischen Hochschule für Sport Magglingen EHSM gehört sie zudem zu den Bibliotheken der Berner Fachhochschule BFH.

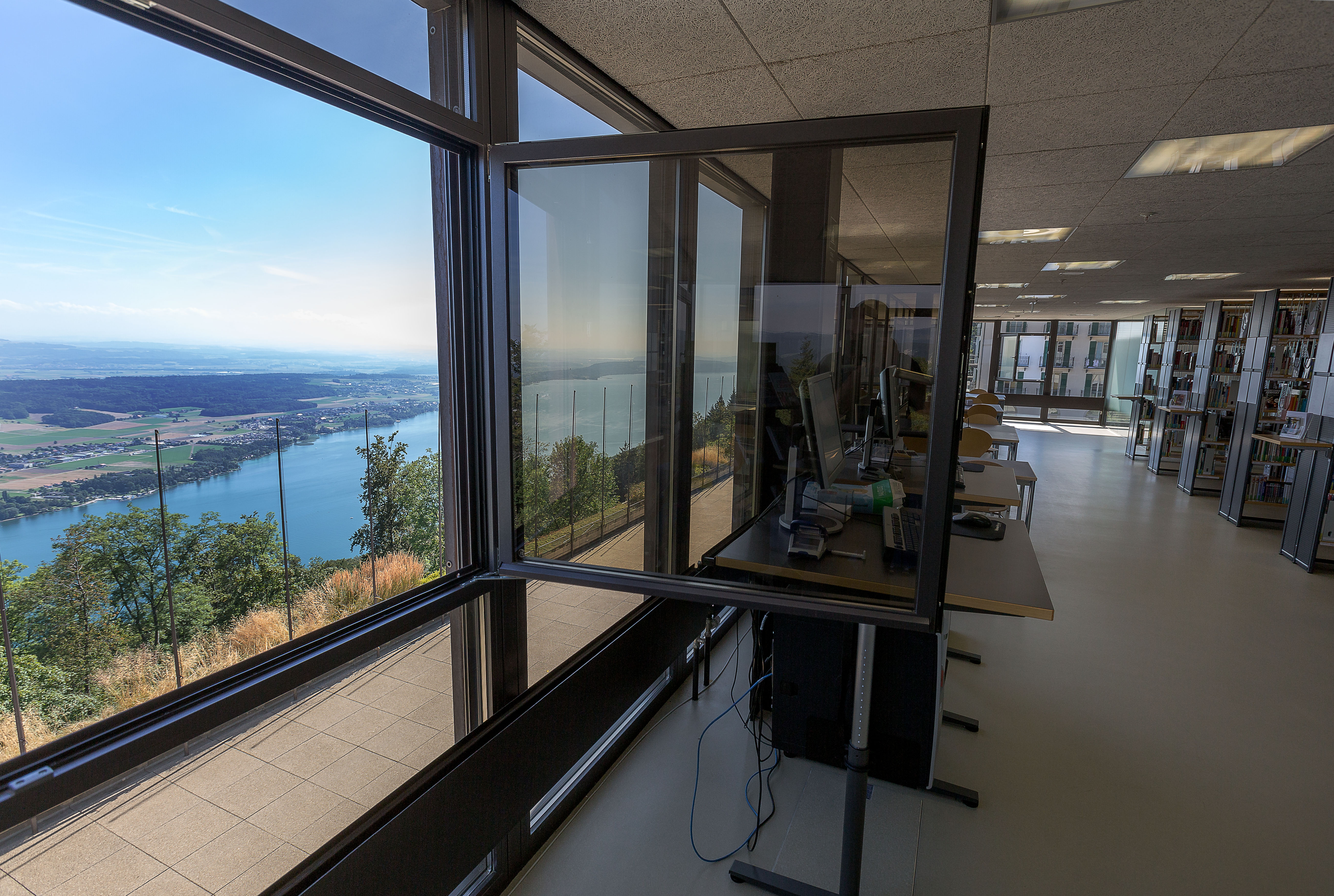
Sportmediathek Magglingen mit Aussicht über den Bielersee

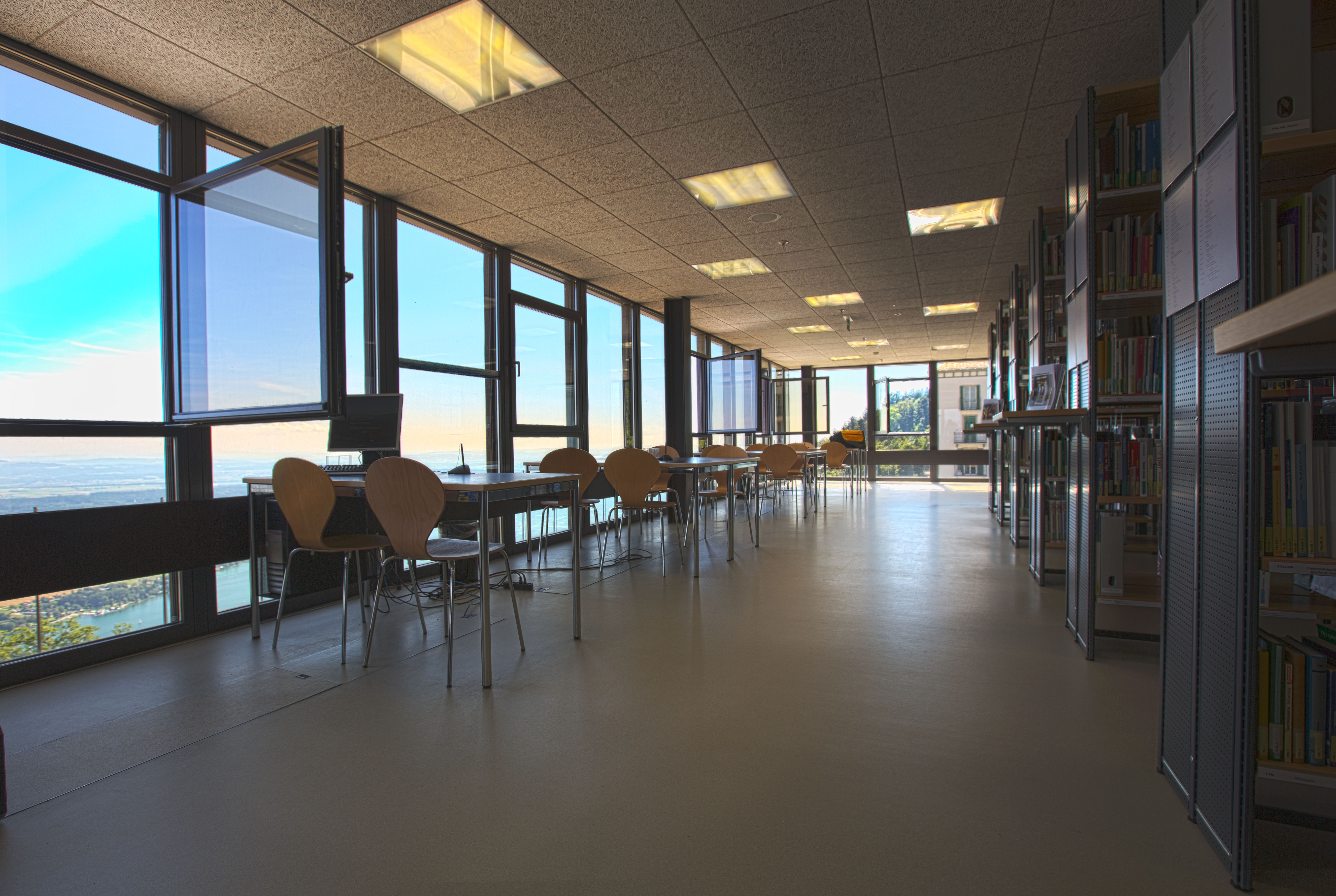
Sportmediathek Magglingen: Arbeitsplätze und Büchergestelle

## Geschichte

### Gründung
Die Gründung der Bibliothek geht auf das Jahr 1943 durch Oberst Raduner, Chef der Eidgenössischen Zentralstelle für Vorunterricht, Turn-, Sport- und Schiesswesen (EZV) zurück. In den ersten 25 Jahren der Eidgenössischen Turnschule dienten umfunktionierte Hotelzimmer im Grand Hotel als Bibliotheksräume. Zu den Beständen gehörten laut Bibliotheksreglement von 1947 Sportfachbücher sowie Bücher über allgemeine Wissensgebiete, schöne Literatur und selbst Unterhaltungsliteratur. Durch Schenkungen wurden die Bestände ausgebaut.

### Öffnung der Bibliothek für die breite Öffentlichkeit
Ab Beginn der 1950er Jahre wurde die Bibliothek für eine breitere Öffentlichkeit zugänglich gemacht. 1959 schuf der damalige Leiter Karl Ringli mit der Bibliothek der „offenen Tür“ einen Vorläufer der heutigen Freihandbibliothek. Die ursprüngliche Bücher-Aufbewahrungsstelle entwickelte sich zu einer nationalen und internationalen Zentrale für Sportbibliographie und -dokumentation.
 

### Akute Platzprobleme
Das Anwachsen der Bestände schuf immer grössere Platzprobleme und wirkte sich auf die Statikprobleme des Grand Hotel aus. Nachdem ein erdbebenartiger Ruck das Haus erschütterte, mussten die Bücher auf verschiedene Stockwerke verteilt werden, was zu einem sehr umständlichen Zugang zu der Literatur führte. Der Neubau des Schulgebäudes löste die Platzprobleme, im obersten Stockwerk wurden Bibliothek und Filmverleih untergebracht. Als Freihandbibliothek standen die Bücher nun der Allgemeinheit zur Verfügung, auch eine Leseecke wurde eingerichtet. 1983 kam es wegen erneuten Platzproblemen zu einer Verkleinerung der Leseecke und zum Beginn der Mikroverfilmung der umfangreichen Fachzeitschriften. Zudem wurde der Filmverleih abgegeben, um die fachkundige Wartung der Filme zu sichern.

### Von der Bibliothek zur Mediathek
Aufgrund der zunehmenden Bedeutung audio-visueller Medien erfolgte 1977 die Umbenennung zu Bibliothek-Mediothek und die Erweiterung der Aufgabengebiete zu Sammlung, Erschliessung und Nutzbarmachung sämtlicher Informationsträger. Ab 1980 wurde durch den Anschluss an die damalige ABIM-Zentrale (Allgemeines Bundes-Informationssystem unter MUMPS) der gesamte Bücherbestand in einem Grossrechner in Bern erfasst, so dass seit 1990 der frühere Zettelkatalog nicht mehr weitergeführt werden musste. Abfragen und Recherchen konnten über das Dienstprogramm OPAC von Swissbase durchgeführt werden. Zudem wurde durch zwei CD-ROMS, auf welchen Datenbanken abgespeichert waren (Spolit und Sportdiscus), die Literaturversorgung für damalige Verhältnisse modernisiert und vereinfacht.

### Umbau
Im Zuge einer kurzen Umbauphase hatte die Mediathek eine neue Ausstattung erhalten. 2005 wurde eine überarbeitete Aufstellungssystematik und ein Leitsystem eingeführt. Das Dienstleistungsangebot wurde durch Arbeits- und Rechercheplätze sowie eine Leseecke erweitert.

### Beitritt IDS Verbund
Am 1. Dezember 2003 trat die Mediathek in den Bibliotheksverbund IDS Basel Bern ein.

## Bestand
Die Sportmediathek Magglingen sammelt, erschliesst und vermittelt Medien zu verschiedenen Sportarten, zu allen Jugend&Sport-Fächern sowie zu den relevanten sportwissenschaftlichen Themen aus Medizin, Pädagogik, Psychologie, Soziologie, Geschichte oder Recht. Der Aspekt Unterricht wird dabei speziell berücksichtigt.
Der Bestand beläuft sich auf über 46'000 Medien (Stand 2013) in Deutsch, Französisch, Italienisch und Englisch. 

### Kennzahlen
- 32'500 Bücher und Broschüren
- 250 laufende Zeitschriften
- 12'500 Zeitschriftenartikel
- 800 DVDs
- 100 CD-ROMs, DVD-ROMs

(Stand Juli 2013)

### Systematik
Printdokumente mit Erscheinungsjahr ab 1990 (14'000 Dokumente) sowie alle DVDs, CD-ROMs und DVD-ROMs sind frei zugänglich und thematisch aufgestellt. Die Aufstellung mittels alphanumerischer (Zahl + Buchstaben) Systematik ist ein Produkt der Sportmediathek. Die Dokumente sind in 12 Hauptgruppen aufgeteilt und erstrecken sich von allgemeinen Sportthemen zu den spezifischen Sportarten. 
Printdokumente mit Erscheinungsjahr vor 1990 (20‘000 Dokumente) befinden sich in einem geschlossenen Magazin. Diese müssen zur Konsultation durch das Personal geholt werden.

## Katalog
Der Mediathekskatalog ist in den Verbund der Bibliotheken IDS Basel/Bern integriert. Im Verbund sind die wichtigsten Bibliotheken der Universitäten und Fachhochschulen der Kantone Basel und Bern vereinigt. Sämtliche 46'000 Dokumente sind im Katalog verzeichnet (ausgenommen sind Zeitschriften, von denen nur das laufende Jahr aufbewahrt wird).

## Online-Ressourcen
Die Mediathek bietet Zugriff auf abonnierte E-Journals und Datenbanken.

## Neuerwerbungsliste
Die Mediathek publiziert monatlich eine Liste, in der alle Neuerwerbungen nach thematischer Gliederung aufgeführt werden. Erfasst werden Bücher, Zeitschriftenartikel, DVDs, CD-ROMs und DVD-ROMs. Über die Webseite der Sportmediathek kann die Liste abonniert werden.

## Weblink
- www.sportmediathek.ch Website der Sportmediathek